# Manifiesto Humanista
Manifiesto Humanista es el título de tres manifiestos que establecen una cosmovisión humanista. Estos son Un Manifiesto Humanista original (1933), denominado Manifiesto Humanista I, El Manifiesto Humanista II (1973) y El humanismo y sus Aspiraciones (2003), también conocido como Manifiesto Humanista III . El Manifiesto surgió originalmente del humanismo religioso , aunque también lo firmaron humanistas seculares.
El tema central de los tres Manifiestos es la elaboración de una filosofía y sistema de valores que no incluyen necesariamente la creencia en una deidad o poder mayor, aunque los tres difieren considerablemente en su tono, forma y aspiraciones. Cada uno de ellos ha sido firmado y promulgado por miembros académicos así como por personas que coinciden con sus principios.
Además, hay un documento similar titulado Una Declaración Humanista Secular publicado en 1980 por el Consejo para el Humanismo Secular .

## Los tres manifiestos
El manifiesto original fue  Un Manifiesto humanista de 1933, conocido como Manifiesto humanista I, tiene un cariz religioso.
El segundo de ellos,  Manifiesto Humanista II, se lleva a cabo dentro de la corriente de pensamiento del Humanismo laico en 1973.
El tercero es Manifiesto Humanista III, de título Humanismo y sus aspiraciones, aparecido en 2003 desde la corriente humanista religiosa pero también firmado por el humanismo laico.

## Manifiesto Humanista I
El primer manifiesto, titulado simplemente Un Manifiesto Humanista , fue escrito en 1933 principalmente por Roy Wood Sellars y Raymond Bragg, fue publicado con 34 signatarios, incluido el filósofo John Dewey . A diferencia de los posteriores, el primer Manifiesto hablaba de una nueva " religión", y se refirió al humanismo como un movimiento religioso para trascender y reemplazar religiones anteriores que se basaban en acusaciones de revelación sobrenatural. El documento describe un sistema de creencias de quince puntos, que, además de una perspectiva secular, se opone" adquisitivo y lucrativo - "sociedad motivada" y perfila una sociedad igualitaria mundial basada en la cooperación mutua, voluntaria, lenguaje que fue considerablemente suavizado por la junta de Humanistas, dueños del documento, veinte años después.
El título "Un Manifiesto Humanista" —en lugar de "El Manifiesto Humanista" - fue intencional, predictivo de los Manifiestos posteriores a seguir, como de hecho ha sido el caso. A diferencia de los credos de las principales religiones organizadas, el establecimiento de los ideales humanistas en estos Manifiestos es un proceso continuo. De hecho, en algunas comunidades de humanistas se fomenta activamente la compilación de Manifiestos personales, y en todo el movimiento humanista se acepta que los Manifiestos Humanistas no son dogmas permanentes o autorizados, sino que deben ser objeto de críticas continuas.

## Manifiesto Humanista II
El segundo Manifiesto, titulado Manifiesto Humanista II fue escrito en 1973 por Paul Kurtz y Edwin H. Wilson , y estaba destinado a actualizar y reemplazar el anterior. Comienza con una declaración de que los excesos del nazismo y la Segunda Guerra Mundial habían hecho que la primera pareciera "demasiado optimista" e indicó un enfoque más realista y testarudo en su declaración de diecisiete puntos, que era mucho más larga y más elaborada que la anterior. versión. Sin embargo, quedó gran parte del optimismo desenfrenado del primero, con la esperanza de que la guerra se vuelva obsoleta y se elimine la pobreza.
Muchas de las propuestas del documento, como la oposición al racismo y las armas de destrucción masiva y el apoyo a los derechos humanos, son indiscutibles, y sus prescripciones de que el divorcio y el control de la natalidad deben ser legales y que la tecnología puede mejorar la vida son ampliamente aceptadas en la actualidad. en gran parte del mundo occidental .  Además, su propuesta de un tribunal internacional se ha implementado desde entonces . Sin embargo, además de su rechazo al sobrenaturalismo, se apoyan firmemente varias posturas controvertidas, en particular el derecho aborto.
Publicado inicialmente con una pequeña cantidad de firmas, el documento se distribuyó y ganó miles más y, de hecho, el sitio web de la AHA alienta a los visitantes a agregar sus propios nombres. Una disposición al final señaló que los firmantes "no necesariamente respaldan [e] todos los detalles" del documento.
Entre las líneas frecuentemente citadas de este Manifiesto de 1973 están, "Ninguna deidad nos salvará; debemos salvarnos a nosotros mismos" y "Somos responsables de lo que somos y de lo que seremos", los cuales pueden presentar dificultades para los miembros de ciertas sectas cristianas, judías y musulmanas, u otros creyentes en doctrinas de sumisión a la voluntad de un Dios todopoderoso.

## Manifiesto Humanista III
El humanismo y sus Aspiraciones, subtitulado Manifiesto Humanista III, sucesor del Manifiesto Humanista de 1933 , fue publicado en 2003 por la AHA y escrito por un comité. Los signatarios incluyeron 21 premios Nobel. El nuevo documento es el sucesor de los anteriores, y el nombre "Manifiesto Humanista" es propiedad de la Asociación Humanista Estadounidense.
El manifiesto más reciente es deliberadamente mucho más breve y enumera siete temas principales, que se hacen eco de los de sus predecesores: 
- El conocimiento del mundo se deriva de la observación, la experimentación y el análisis racional. (Ver empirismo ).
- Los seres humanos son una parte integral de la naturaleza, el resultado del cambio evolutivo , un proceso no guiado.
- Los valores éticos se derivan de la necesidad y el interés humanos comprobados por la experiencia. (Ver naturalismo ético ).
- La realización de la vida surge de la participación individual al servicio de los ideales humanos.
- Los seres humanos son sociales por naturaleza y encuentran significado en las relaciones.
- Trabajar en beneficio de la sociedad maximiza la felicidad individual.

## Otros: La Declaración Humanista Laica
En 1980, el Consejo para el Humanismo Laico (Council for Secular Humanism), fundado por Paul Kurtz publicó lo que a efectos prácticos es un manifiesto titulado A Secular Humanist Declaration.